# جيروم كاجان
جيروم كاجان (Jerome Kagan) هو عالم نفس أمريكي، وُلد في عام 1929 في نيوآرك، نيوجيرسي، ونشأ في راهواي، نيوجيرسي. عمل أستاذًا في جامعة هارفارد ببرنامج التنمية حتى تقاعده. وهو يعد أحد الرواد الرئيسيين في علم النفس التنموي. وهو أستاذ باحث في دانييل وآمي ستارش في علم النفس، وأستاذ فخري في جامعة هارفارد، ومشارك في هيئة تدريس بـمعهد نيو إنجلاند للنظم المركبة. وقد أثبت أن «الحالة المزاجية» عند الأطفال تكون ثابتةً إلى حد ما على مدار الوقت، فإن السلوكيات المعينة في مرحلة الطفولة تكون سلوكيات تنبؤية لأنماط سلوكية أخرى معينة في مرحلة المراهقة. وقد عمل بشكلٍ واسع على مسألة الحالة المزاجية، وقدم فهمًا عميقًا للانفعال.
تم إدراج كاجان في المركز الثاني والعشرين كأبرز علماء النفس في القرن العشرين، فقط قبل كارل يونغ (Carl Jung).

## معلومات شخصية
وُلد كاجان لأبوين، هما جوزيف ومايتل كاجان في الخامس والعشرين من فبراير عام 1929. واختار جيروم دراسة علم النفس بسبب انجذابه لأن يكون عالمًا، ولكي يحافظ على اهتمام والده بالطبيعة البشرية. تم قبوله في جامعة ييل لدراسة علم النفس، وهناك حصل على درجة الدكتوراه، كما حصل على درجة الماجستير من جامعة هارفارد. وحصل على درجة البكالوريوس من جامعة روتجرز عام 1950. وعندما كان في جامعة ييل، ساعد فرانك بيتش، وهو باحث يحظى باحترام كبير. وبعد تخرجه في جامعة ييل، قبَل أول منصب له في الكلية بجامعة أوهايو الحكومية. وبعد مرور ستة أشهر، وفي عام 1955، تم تجنيده ليكون جزءًا من فريق البحث في مستشفى الجيش الأمريكي خلال الحرب الكورية.
وبمجرد أن أنهى مدته في مستشفى الجيش الأمريكي، قام مدير معهد فيلس للبحوث بالاتصال بكاجان ليطلب منه الإشراف على مشروع تموله المعاهد القومية للصحة، وهو الأمر الذي وافق عليه كاجان. وبعد الانتهاء من هذا المشروع، وافق كاجان على العرض الذي تلقاه من جامعة هارفارد للاشتراك في تأسيس أول برنامج لـالتنمية البشرية. وبمجرد انتقاله إلى هارفارد، بقي كاجان هناك حتى تقاعده، باستثناء مغادرته لفحص الأطفال في سان ماركوس. قام بذلك لمدة عام، من 1971 حتى 1972، ثم عاد إلى هارفارد للعمل كأستاذ.

## البحوث
بينما كان كاجان في فيلس، قام بإجراء بحث شامل على السمات الشخصية بدايةً من مرحلة الطفولة حتى مرحلة البلوغ. وقد بحث فيما إذا كانت التجارب المبكرة لها تأثير على مستقبل شخصيات المشاركين ومواهبهم وطبعهم أم لا. وقد قرأ كاجان كثيرًا كل المعلومات الموضوعية التي تم إعدادها، خاصةً الاستجابة إلى اختبارات الذكاء التي تم إجراؤها لهم. وعندما قام كاجان بمراجعة المادة التي تم جمعها عن مرحلتي الطفولة والمراهقة، وجد أن أول ثلاث سنوات في مرحلة الطفولة تربطها علاقة طفيفة بالبيانات التي تم جمعها في مرحلة المراهقة. وقد نوقَشت نتائج دراسة فيلس في كتاب كاجان «من الميلاد إلى النضج» عام 1962.
كان بحث كاجان التالي في سان ماركوس، جواتيمالا. وخلال تلك الفترة، اكتشف كاجان أن العوامل البيولوجية تلعب دورًا كبيرًا في التنمية، وربما دورًا أكبر في تنمية الطفل. اكتشف كاجان بالتحديد أن هؤلاء الأطفال يعانون من تنمية نفسية بطيئة عند مكوثهم في المنزل بسبب تجاربهم المحدودة. وجد كاغان أن تأخر التنمية النفسية هي مرحلة مؤقتة تنتهي بمجرد تمكن الأطفال من المشي ومغادرة المنزل، وأن النمو المعرفي أمر مرن. شارك كاجان عام 2010 في دراسة مماثلة ركزت على أجزاء محددة من المخ تتسبب في إعاقة السلوك عند الأطفال. قام شوارتز وآخرون (2010) بدراسة موضوعية شملت أشخاصًا أعمارهم ثمانية عشر عامًا، واستخدم تصوير الأعصاب للكشف عما إذا كانت القشرة المخية البطنية الإنسية أو الدماغية الأمامية لها علاقة بالتفاعل الأعلى/الأدنى لهؤلاء الأشخاص وهم في عمر الأربعة شهور أم لا. وبعد المرور بمجموعة من الاختبارات، تم تصنيف الأطفال فيما بعد إلى مجموعتين: مجموعة ذات حالة مزاجية منخفضة التفاعل، ومجموعة ذات حالة مزاجية عالية التفاعل. وقد أظهرت النتائج أن البالغين الذين لديهم حالة مزاجية منخفضة التفاعل خلال مرحلة الطفولة، تكون القشرة الدماغية الأمامية من جهة اليسار أكثر سماكة من المجموعة الأخرى عالية التفاعل. أما البالغون الذين تم تصنيفهم بعلو التفاعل خلال مرحلة الطفولة، فإن السماكة تكون أكبر في القشرة الأمامية البطنيي الإنسية من جهة اليمين.

### الانفعال
عندما كان كاجان في جامعة هارفارد، قام بدراسة عن الأطفال البالغين من العمر أكثر من سنتين، وقام بنشر عمله في كتاب باسم، السنة الثانية. اكتشف كاجان من خلال الملاحظة أن هناك تغيرات كبيرة في الأداء النفسي بين من تتراوح أعمارهم بين تسعة عشر وأربعة وعشرين شهرًا، وكذلك من كان عمرهم عامًا واحدًا، حيث كان الأطفال حساسين تجاه الأحداث التي انحرفت من معايير تجاربهم. أما مشروع كاغان التالي فكان يبحث في الآثار المترتبة على الرعاية النهارية للطفل خاصة منذ أن وضع المؤتمر في الاعتبار تمويل مراكز الرعاية النهارية الفيدرالية للأمهات العاملات. أنشأ كاجان واثنان آخران ألا وهما؛ ريتشارد كيرسلي وفيليب زيلازو دارًا للرعاية النهارية خاصة بهم في الحي الصيني ببوسطن، وقاموا بعقد مقارنة بين هؤلاء الأطفال والأطفال الذين يمكثون في المنزل مع أمهاتهم.
قام كاجان في أواخر السبعينيات بدراسة الحالة المزاجية مع طالب كان يكتب أطروحة. وقد مول هذا المشروع رئيس مؤسسة سبنسر.

### الحالة المزاجية
ربما تكون الحالة المزاجية هي أكثر ما عُرِف به كاجان. فقد بدأ عمله في مسألة الحالة المزاجية بعد بحثه في مدينة جواتيمالا. ركز كاجان بشكل أساسي على الخوف والقلق عند الأطفال. وقد قام بتعريف نوعين من الحالة المزاجية؛ المكبوتة وغير المكبوتة. تشير الحالة المزاجية المكبوتة إلى وضع الخجل، والتردد، والخوف لدى الأطفال، في حين أن الحالة المزاجية غير المكبوتة تشير إلى مظهر الجرأة، والسلوكيات الاجتماعية وغير التحفظية. وفي عام 2008، قام كاجان مع مجموعة من الباحثين الآخرين بدراسة لفحص ما إذا كان يمكن التنبؤ بالكبت السلوكي في مرحلة المراهقة من خلال صفات سلوكية معينة في الأطفال. وقد افترض البحث أن تكرار تفاعلية الأطفال المبنية على أبعاد البكاء والحركة هو تنبؤ للكبت السلوكي. وكنتيجة لبيئة العمل الخاصة به حول الحالة المزاجية، نعلَم أن هذه الخصائص لديها القدرة على التأثير على السلوك في وقت لاحق اعتمادًا على كيفية تفاعلها مع البيئة. ويعتقد كاجان أيضًا أنه ليس هناك ما يضمن وضعًا ثابتًا بشكل غير محدد، مع مراعاة تغير العوامل البيئية دائمًا وأن كلاً من الجينات والعوامل البيئية تؤثر على الحالة المزاجية 
على الرغم من أن كاجان لم يدرس الانفعالات، إلا أنه قد قدم بعض العمل في هذا المجال. فقد اقترح كاجان أن الانفعال ظاهرة نفسية تسيطر عليها حالات المخ وأن هذا الانفعال المحدد هو نتاج لمحيط الفرد، وتاريخه، وتركيبه البيولوجي. كما أوضح كاجان أيضًا أن الانفعال يحدث في أربع مراحل مختلفة. المرحلة الأولى هي حالة المخ، والتي يتم إنشاؤها من خلال المثير، والمرحلة الثانية هي اكتشاف التغيرات في الحركة الجسدية. المرحلة الثالثة هي تقييم التغير في الشعور الجسدي، وتكون المرحلة الأخيرة حيث توجد التغيرات الملحوظة في تعبيرات الوجه، وشد العضلات. تختلف هذه الانفعالات في الأهمية، كما أنها تختلف عادةً عبر الأعمار وعند التعبير عنها في سياقات مختلفة.
ويتساءل كاجان حول الاعتماد على تعبيرات الأفراد اللفظية عن مشاعرهم. وقد قدم أسبابًا متعددة لذلك. أولاً، قال إن اللغة الإنجليزية لا تحتوي على كلمات كافية لوصف جميع الحالات الانفعالية. ثانيًا، إن الكلمات التي تصف الحالات الانفعالية لا تنقل الاختلافات في نوعيتها أو شدتها. وأخيرًا، لا يمكنك ترجمة الكلمات الانفعالية من لغة لأخرى بدقة. وبالإضافة لذلك، قال كاجان إن البحث في الدراسات الانفعالية يجب أن يكون خاليًا من المصطلحات الغامضة والترميزية، وهذا التركيز على الخصوصية يبقى موضوعًا متكررًا في بحثه الحالي حول الانفعال.

## المنشورات
من مؤلفات كاجان:
- الشخصية وعملية التعلم (1965)
- الانعكاس- الاندفاع والقدرة على القراءة لدى الأطفال في المرحلة الأولية (1965)
- التنمية الشخصية (1971)
- نمو الطفل. انعكاسات على التنمية البشرية (1978)
- طبيعة الطفل (1982)
- حجج للعقل (2006)
- ما هو الانفعال؟: التاريخ، والتدابير، والمعاني (2007)
- الدفاع عن التغيرات النوعية في التنمية (2008)
- الثقافات الثلاثة: العلوم الطبيعية، والعلوم الاجتماعية، والعلوم الإنسانية في القرن الواحد والعشرين (2009)
- مرة أخرى في الحصار (2010)
- سلسلة الحالة المزاجية. كيف تقوم الجينات، والثقافة، والزمن، والحظ في جعلنا فيما نبدو عليه (2010) [Trad. esp.: El temperamento y su trama. Cómo los genes, la cultura, el tiempo y el azar inciden en nuestra personalidad, Buenos Aires/Madrid, Katz editores, 2011, ISBN 978-84-92946-32-7]
- حول ضرورة الحاجة للنسبية. عالم النفس الأمريكي، 1967، 22، 131-142.

تتضمن الكتب التي كتبها كاجان أو شارك في كتابتها الآتي:
- من الميلاد حتى النضج (1962)
- فهم الأطفال: وسلوكهم، ودوافعهم، وأفكارهم (1971)
- العام الثاني: ظهور الوعي الذاتي (1981)
- أفكار غير ثابتة: الحالة المزاجية، والإدراك، والنفس (1989)
- نبوءة جالين: الحالة المزاجية في الطبيعة البشرية (1994)
- ثلاثة أفكار مغرية (2000)
- عقل شاب في عقل متنامي (2005)

## الجوائز
نال كاجان جائزة هوفهايمر من الجمعية الأمريكية للطب النفسي عام 1963. وفي عام 1995، حصل على جائزة غرانفيل ستانلي هال، جائزة الجمعية الأمريكية للطب النفسي (APA).